# Вербовка (Злынковский район)
Вербовка — посёлок в Злынковском районе Брянской области, в составе Роговского сельского поселения. 
 Расположен в 4 км к юго-востоку от села Рогов, в 5 км к северу от села Фоевичи. 
 Постоянное население с 2007 года отсутствует.

## История
Возник в начале XX века; до 2005 года входил в Роговский сельсовет.
| Годы      | 1926 | 1979 | 1989 | 2002 | 2010 |
| --------- | ---- | ---- | ---- | ---- | ---- |
| Население | 123  | 57   | 28   | 8    | 0    |